# 烈嶼東林宋代東井
烈嶼東林宋代東井是中華民國福建省金門縣金湖鎮烈嶼鄉東林聚落的宋代古井，是中華民國自由地區最古老的水井，為金門縣縣定古蹟。
根據井欄上的銘文記載，此口古井為宋寧宗嘉泰四年（1204年）由村民林彥智捐資修建，曾經於元成宗大德九年（1305年）修整。井口為方形，內緣邊長130厘米，朝北的井欄上刻有三行楷書銘文，每行三字，為“嘉泰甲子春林彥智捨”，而朝南的井欄上刻有兩行楷書銘文，每行三字，為“大德乙巳重修”，井台為正方形，共四層，最頂層由24塊石板鋪設而成，石板由井口向外呈放射狀，代表二十四節氣，多餘的井水由井口四角排出。2007年，金門縣政府將其公告為縣定古蹟。因地下水受污染，東井目前無人使用。